# Lucio Marineo Sículo
Lucio Marineo Sículo (Bidino, Sicília, 1460 - 1533), humanista, capellà i cronista sicilià de la cort de Ferran II d'Aragó "el Catòlic". Fou profesor de llengua i literatura grega i llatina a Palerm. Anà a la Corona de Castella i ensenyà dotze anys a la Universitat de Salamanca. La seva activitat docent i els seus llibres influenciaren en el renaixement hispànic. Fou deixeble seu Alfonso de Segura. El rei Ferran II d'Aragó "el Catòlic" el cridà a la cort i el nomenà capellà personal i cronista.

## Obra

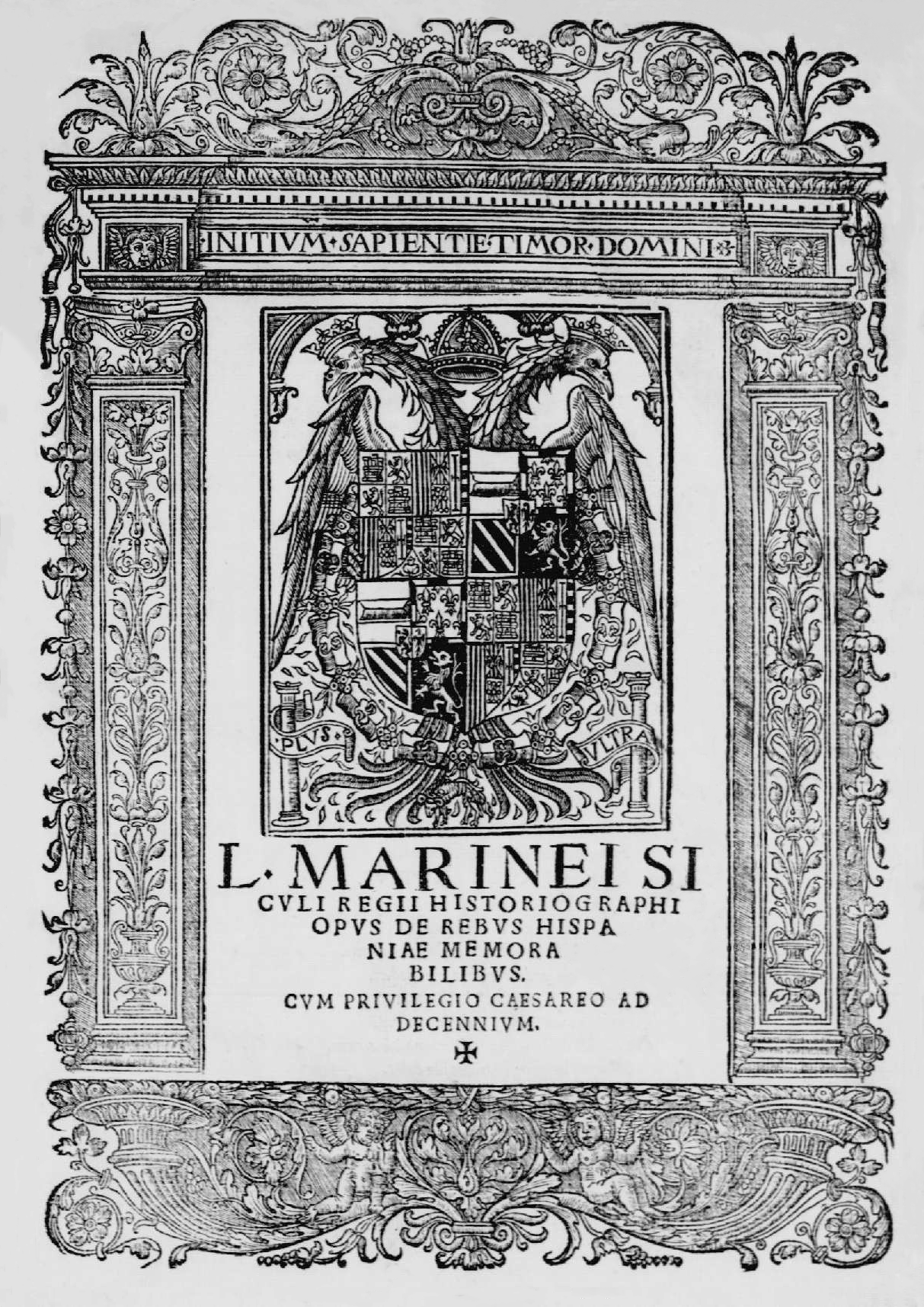
De rebus Hispaniae memorabilibus (Alcalá de Henares: Miguel de Eguía; 1530.)

- De laudibus Hispaniae Libri VII (1496)
- De genealogia regum Aragonum (Saragossa, 1509)
- De Aragoniae Regibus et eorum rebus gestis libri V (Saragossa, 1509). Fou traduïda al castellà per Juan de Molina, sent editada a València l'any 1524 amb el títol de Cronica d'Aragón, anomenada també Historia de los reyes de Aragón desde sus orígenes legendarios hasta Fernando el Católico. Després de la seva mort el 1533, se'n desglossà la part dedicada a la diarquía aragoneso-castellana amb el títol Sumario de la vida de los Reyes Católicos, don Fernando y doña Isabel (Madrid, 1587).
- De rebus Hispaniae memorabilibus Libri XXV (Alcalá de Henares, 1530).